# Baurech
Baurech é uma comuna francesa na região administrativa da Nova Aquitânia, no departamento da Gironda. Estende-se por uma área de 7,72 km². Em 2010 a comuna tinha 905 habitantes (densidade: 117,2 hab./km²).